# Сан-Вито-аль-Торре
Сан-Вито-аль-Торре (итал. San Vito al Torre) —  коммуна в Италии, располагается в регионе Фриули-Венеция-Джулия, в провинции Удине.
Население составляет 1342 человека (2008 г.), плотность населения составляет 118 чел./км². Занимает площадь 12 км². Почтовый индекс — 33050. Телефонный код — 0432.
Покровителями коммуны почитаются святой Вит, празднование 15 июня, а также святые Модест и Крискентия.

## Демография
Динамика населения:

## Администрация коммуны
- Официальный сайт: http://www.comune.sanvitoaltorre.ud.it/